# Callida punctata
Callida punctata är en skalbaggsart som beskrevs av Leconte. Callida punctata ingår i släktet Callida och familjen jordlöpare. Inga underarter finns listade i Catalogue of Life.